# Blencoe
Blencoe es una ciudad situada en el condado de Monona, en el estado de Iowa, Estados Unidos. Según el censo de 2000 tenía una población de 231 habitantes.

## Geografía
Según la Oficina del Censo de los Estados Unidos, la localidad tiene un área total de 1,93 km², la totalidad de los cuales corresponden a tierra firme.

## Demografía
Según el censo de 2000, había 231 personas, 110 hogares y 68 familias residiendo en la localidad. La densidad de población era de 119,44 hab./km². Había 117 viviendas con una densidad media de 60,2 viviendas/km². El 99,13% de los habitantes eran blancos y el 0,87% pertenecía a dos o más razas. 
Según el censo, de los 110 hogares, en el 21,8% había menores de 18 años, el 53,6% pertenecía a parejas casadas, el 6,4% tenía a una mujer como cabeza de familia, y el 37,3% no eran familias. El 35,5% de los hogares estaba compuesto por un único individuo, y el 24,5% pertenecía a alguien mayor de 65 años viviendo solo. El tamaño promedio de los hogares era de 2,10 personas, y el de las familias de 2,71.
La población estaba distribuida en un 19,9% de habitantes menores de 18 años, un 4,3% entre 18 y 24 años, un 16,0% de 25 a 44, un 25,5% de 45 a 64, y un 34,2% de 65 años o mayores. La media de edad era 50 años. Por cada 100 mujeres había 86,3 hombres. Por cada 100 mujeres de 18 años o más, había 85,0 hombres.
Los ingresos medios por hogar en la localidad eran de 25.556 dólares ($), y los ingresos medios por familia eran 40.833 $. Los hombres tenían unos ingresos medios de 35.250 $ frente a los 18.438 $ para las mujeres. La renta per cápita para la ciudad era de 13.841 $. El 7,6% de la población y el 4,7% de las familias estaban por debajo del umbral de pobreza. El 12,9% de los menores de 18 años y el 2,5% de los habitantes de 65 años o más vivían por debajo del umbral de pobreza.